# George Simon (Künstler)

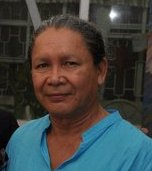
George Simon

George Simon (geb. 23. April 1947, St. Cuthbert’s Mission, British Guiana; gest. 15. Juli 2020, Spanien) war ein Künstler und Archäologe aus Guyana. Er gehörte zum Volk der Lokono-Arawak. Er war der Gründer und Mentor der Lokono Artists Group, einer Künstlergruppe von indigenen Künstlern aus Guyana, die hauptsächlich in Simons Heimatort St. Cuthbert’s Mission aktiv waren. Simon galt weithin als einer der führenden guyanischen Künstler seiner Generation, und seine Gemälde (Acryl auf Leinwand, Papier oder Twill) zeichnen sich durch ihre Erkundung der indigenen Kultur und der guyanischen Umwelt aus. Er wurde auch für seine Leistungen als Pädagoge, seine Bemühungen, Möglichkeiten für indianische Künstler in Guyana zu schaffen, und für seine Arbeit als Archäologe gewürdigt.

## Leben

### Jugend

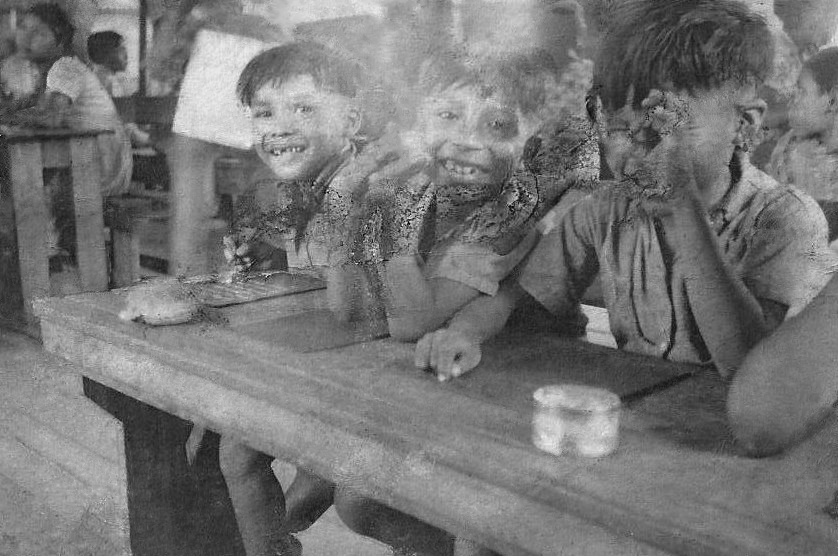
George Simon, ganz links in der Schule in St. Cuthbert’s Mission.

George Simon wurde am 23. April 1947 als Sohn von Olive und Mark Simon in der St. Cuthbert’s Mission am Mahaica River im damaligen Britisch-Guayana (heute Guyana) geboren. Sein Vater war Holzfäller und seine Mutter Hausfrau. Simon besuchte die Schule der St. Cuthbert’s Mission bis zu seinem 12. Lebensjahr. In einem Interview von 1994/95 sprach Simon über seine frühen Jahre und erinnerte sich an die Art und Weise, wie die Missionsschule Ausdrucksformen der indianischen Kultur unterdrückte: „Jeder der im Unterriht Arawak sprach, wurde geschlagen [...] Im Allgemeinen wurde die indianische Kultur entmutigt und wir fühlten uns minderwertig.“
Als er 12 Jahre alt war, wurde Simon von James William Pink adoptiert – einem englischen anglikanischen Priester, der zu dieser Zeit in der Region Mahaica-Berbice diente. Anschließend zog Simon mit seinem Pflegevater nach Linden und dann nach Georgetown, wo er an der Christ Church Secondary School Englisch, Mathematik, Geographie, Hygiene, Physiologie und Kunst studierte.

### England
1970 zogen Simon und sein Pflegevater nach Essex, England. Von 1972 bis 1974 studierte Simon Kunst am Thurrock and Basildon College in Grays, Essex. 1975 schrieb er sich an der University of Portsmouth ein, wo er einen Bachelor in Bildender Kunst mit besonderem Schwerpunkt auf Kunstgeschichte und Kunst des 19. Jahrhunderts machte. 1978 schloss er sein Studium mit Auszeichnung ab.

### Guyana
1978 kehrte Simon nach Guyana zurück und begann als Dozent für Kunst an der Burrowes School of Art und später an der Universität Guyana zu arbeiten. Während dieser Zeit schloss Simon eine enge Freundschaft mit dem guyanischen Archäologen, Anthropologen und Romanautor Denis Williams, und 1985 lud Williams Simon ein, als sein wissenschaftlicher Mitarbeiter am Walter Roth Museum of Anthropology zu arbeiten. Simon arbeitete bis 1992 im Walter Roth Museum und begann in dieser Zeit seine Ausbildung in Archäologie und Anthropologie unter der Anleitung von Williams.
Im Rahmen seiner Arbeit am Walter Roth Museum nahm Simon an zahlreichen anthropologischen Expeditionen in verschiedene Teile Guyanas teil. Diese Expeditionen hatten tiefgreifende Auswirkungen auf sein Leben und seine künstlerische Entwicklung. Kurz nachdem er zum Walter Roth Museum gekommen war, wurde er gebeten, eine Expedition zu einer Wai-Wai-Gemeinschaft im Süden Guyanas zu leiten. Die Expedition blieb einen Monat lang im Wai-Wai-Dorf Sheparyimo und führte anthropologische Arbeit in der Gemeinschaft durch. Simon fertigte während seines Besuchs in Sheparyimo eine Reihe von Skizzen über Wai-Wai-Personen, Architektur und Artefakte an, und seine Erfahrungen dort lieferten die Inspiration für eine Gemäldesammlung mit dem Titel „Wai-Wai-Serie“ (Wai-Wai Series). Viele der Expeditionen, an denen er teilnahm, beinhalteten Fahrten auf dem Essequibo-Fluss, und seine Faszination für diesen Fluss führte zu seiner Essequibo-Serie (Essequibo Series).
Als Simon einige Jahre später in einem Interview mit der Kunstkritikerin und Historikerin Anne Walmsley über seine Erfahrungen in Sheparyimo sprach, erzählte er: „Dies war meine erste Erfahrung im Amazonasgebiet und im Zusammensein mit den indigenen Völkern des Amazonas, von denen ich lernen konnte Parallelen zu meinem eigenen frühen Leben ziehen.“ Er sprach auch allgemeiner über die Art und Weise, wie alle Expeditionen, an denen er teilnahm, seine Sichtweise und insbesondere seine Beziehung zur indianischen Kultur in Guyana veränderten. Er erklärte, dass er vor dieser Zeit sehr wenig in Guyana gereist sei und sich aufgrund der Zeit, die er in England verbracht habe „teilweise von seinem Volk und dieser Art von Leben abgeschnitten“ gefühlt habe („partially cut off from [his] people and that kind of life“). Seine Arbeit am Walter Roth Museum ermöglichte es ihm daher sich mit „seinem Volk zu vereinen“ („reunited with [his] people“) und seine eigene „Amerindianness“ zu erschließen.

#### Lokono Artists Group

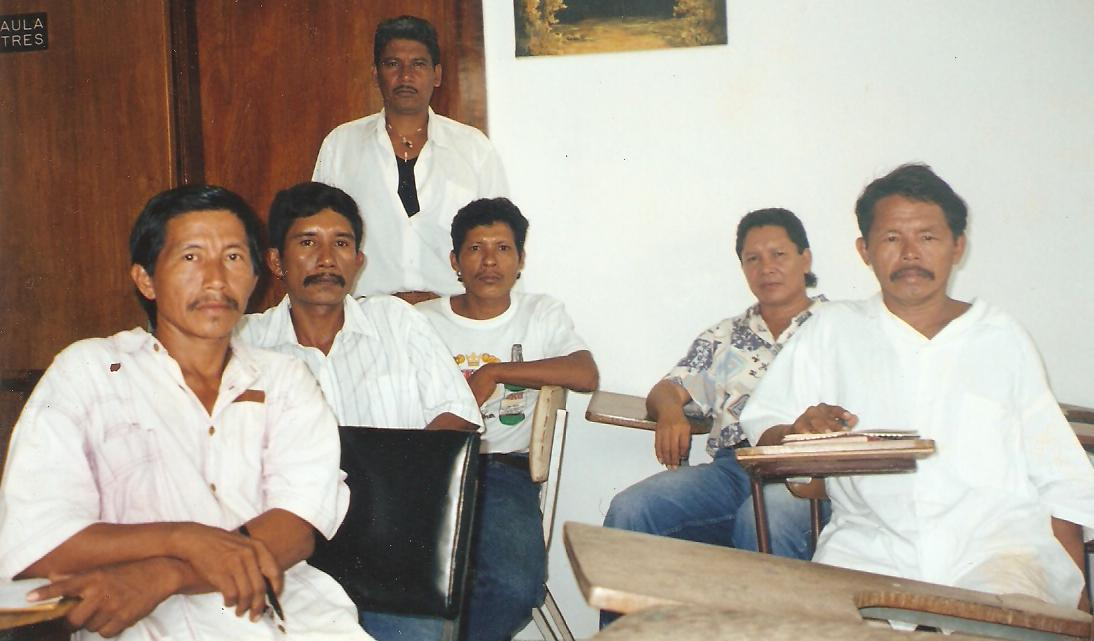
Simon mit Mitgliedern der Lokono Artists Group. „Puffy“ Clenkien, Telford Taylor, Oswald Hussein (stehend), Foster Simon, George Simon und Lynus Clenkien (v. l. n. r.).

In diesen Jahren arbeitete Simon auch hart daran, die Ausbildungs- und Entwicklungsmöglichkeiten für indianische Künstler in Guyana zu verbessern. Er war besorgt darüber, dass die Indianer aus seinem Dorf „in ihrer Ausbildung nicht sehr weit kommen“ („not going very far in their education“) und gründete im August 1988 eine Zeichen- und Designwerkstatt in der St. Cuthbert’s Mission. Die Werkstatt diente für zahlreiche Künstler zur Ausbildung und hat seither einige Künstler hervorgebracht, die eine eigene Karriere gemacht haben, darunter Oswald („Ossie“) Hussein, Roaland Taylor und Lynus Clenkien. Diese Künstler – inklusive Simon – werden oft insgesamt als die Lokono Artists Group bezeichnet.
Im Februar 1991 organisierte Simon eine Ausstellung seiner eigenen Arbeiten zusammen mit der Arbeit von neun anderen Künstlern der Lokono Artists Group in der Hadfield Foundation. Die Ausstellung trug den Titel Contemporary American Art. Laut Alim Hosein, Dozent an der Universität von Guyana, stellte die Ausstellung eine „Grundlagenverschiebung in der guyanischen Kunst“ („ground shift in Guyanese art“) dar:

„Die Ausstellung [...] durchbrach alle Grenzen und alle Vorstellungen der indianischen Kunst in Guyana und stellte tatsächlich den ernsthaftesten Anspruch auf, den es gab. so etwas wie „indianische Kunst“, eine Behauptung, die auf weit mehr als dem Auftreten indianischer Motive in Kunstwerken von Personen indianischer Abstammung beruhte. Die Fülle an hervorragenden Arbeiten, die neue visuelle Vorstellungskraft und die schiere Anzahl von Künstlern [.. .] aus dieser kleinen Bevölkerung Guyanas, stellte die Indianer als ernstzunehmende Kraft in der lokalen Kunst vor und fügte ihr eine neue Dimension zu einer Zeit hinzu, als Ausdrucksformen anderer Künstler rar waren.“

Contemporary Amerindian Art begründete eine Tradition von Ausstellungen indianischer Kunst, die meistens im Rahmen des Amerindian Heritage Month organisiert werden.

### Weiteres Studium in England
1992 kehrte Simon nach England zurück um einen Master in Field and Analytical Techniques in Archäologie am University College London zu machen. Er erhielt den MA 1994 und kehrte dann wieder nach Guyana zurück.

### Reisen im Tschad, Frankreich, Kanada und Haiti
Im Dezember 1998 verließ Simon Guyana und begann eine Reihe von Reisen, die bis 2002 andauerten. Nach seiner Abreise aus Guyana zog er zunächst nach Afrika in den Tschad, wo er im Sprachenzentrum der Abteilung für öffentliche Angelegenheiten der US-Botschaft arbeitete (United States Embassy Public Affairs Department’s Language Centre). Während dieser Zeit arbeitete er mit einer Gruppe tschadischer Künstler zusammen, um in N’Djamena ein Kunstatelier und eine Galerie namens „House of African Art“ (Haus der afrikanischen Kunst) zu gründen. Simon organisierte 1999 zusammen mit den Künstlern eine Ausstellung ihrer Kunstwerke in der Galerie. Simon arbeitete auch als Manager für eine lokale Musikgruppe, H’Sao, die bei den Frankophonie-Spielen in Quebec, Kanada, eine Bronzemedaille gewann.
2001 zog Simon nach Frankreich, wo er als Artist-in-Residence in der Galerie Epices et Arts (Kunst und Gewürze-Galeri) in Lyon arbeitete. Die Galerie zeigte im Dezember eine Ausstellung seiner Werke.
2002 ging Simon nach Montreal in Kanada. Dort organisierte er unter anderem eine Performance Amerindianischer Tänzer und Musiker im Rahmen eines Guyana Festival welches im Mai 2002 vom Guyanischen Konsulat in Toronto veranstaltet wurde.
Im Juli 2002 reiste Simon nach Haiti, wo er eine kleine Schule, die Escola Nueva, begründete, wo er Englisch, Kunst und Musik unterrichtete. Auch wenn er in Haiti nicht lange blieb, hatte er künstlerisch eine produktive Phase, weil:

„Haiti ist voller Schwingungen; voller Nachbildungen des indianischen Erbes mit Museen, die Artefakten gewidmet sind. Es wimmelt vor Kunst, die auf den Straßen ausgestellt ist.“

Simon verließ Haiti und kehrte Mitte August 2002 nach Guyana zurück.

### Zurück in Guyana
Nach seiner Rückkehr nach Guyana übernahm Simon eine Stelle als Dozent für Kunst, Archäologie und Anthropologie sowie Koordinator der Amerindian Research Unit an der Universität von Guyana. Er begann mit dem Bau eines Kunstzentrums in seiner Heimatstadt St. Cuthbert’s Mission, welches im September 2002 eröffnet wurde. Das Kunstzentrum sollte es lokalen Künstlern ermöglichen, ihre Werke auszustellen. Im selben Monat nahm Simon an einer Ausstellung indianischer Kunst im Castellani House (der Heimat der National Art Gallery Guyanas) mit dem Titel Moving Circle teil.

#### „Berbice Archaeology Project“

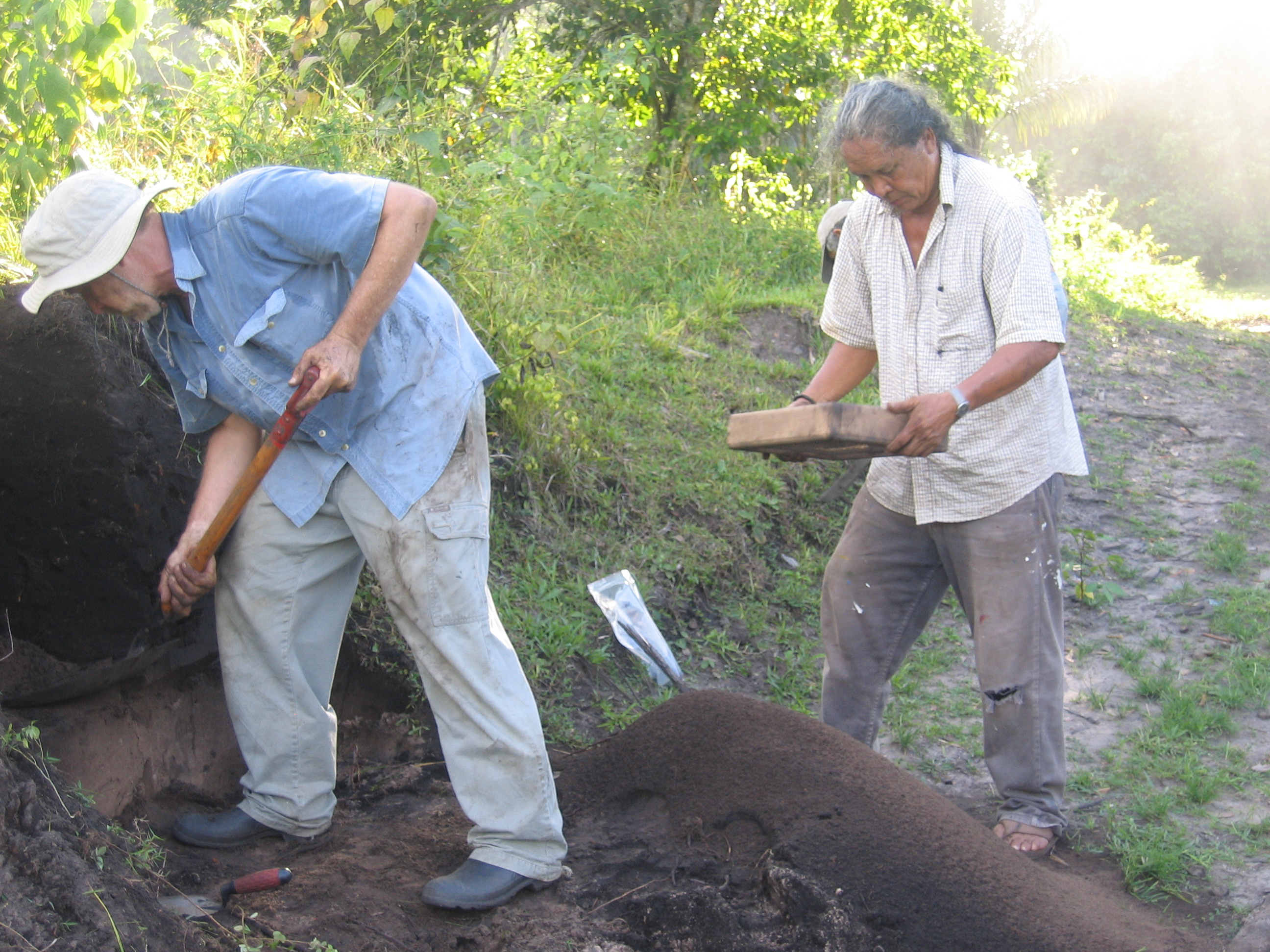
Simon bei der Arbeit im Berbice Archaeology Project, 2009.

2009 begann Simon ein großes archäologisches Projekt in der Region Berbice von Guyana mit Neil L. Whitehead von der University of Wisconsin-Madison und Michael Heckenberger von der University of Florida. Ziel des Projekts war es, die Überreste vorgeschichtlicher Siedlungen und landwirtschaftlicher Netzwerke in der Berbice-Region zu untersuchen. Es hatte seinen Ursprung in der ersten Sichtung zahlreicher kleiner Hügel durch den pensionierten Generalmajor Joe Singh während eines seiner Flüge der Guyana Defence Force Battle School in Takama. Singhs erste Beobachtungen wurden von Simon bestätigt, der 1987 Terra-Preta-Böden (Beweise menschlicher Besiedlung) in der Gegend entdeckte. 1992 besuchten Whitehead und Simon die Stätten erneut und führten vorläufige Felduntersuchungen kultureller und geologischer Überreste in der Gegend durch. Diese Untersuchungen deckten einen „riesigen Komplex landwirtschaftlicher Hügel in der Gegend“ („vast complex of agricultural mounds in the area“) und eine große Terra-Preta-Fläche namens Hitia auf. Erste Radiokarbontests von Proben, die von der Stätte entnommen wurden, lassen auf eine Entstehung der landwirtschaftlichen Hügel um etwa 1800 BP schließen.

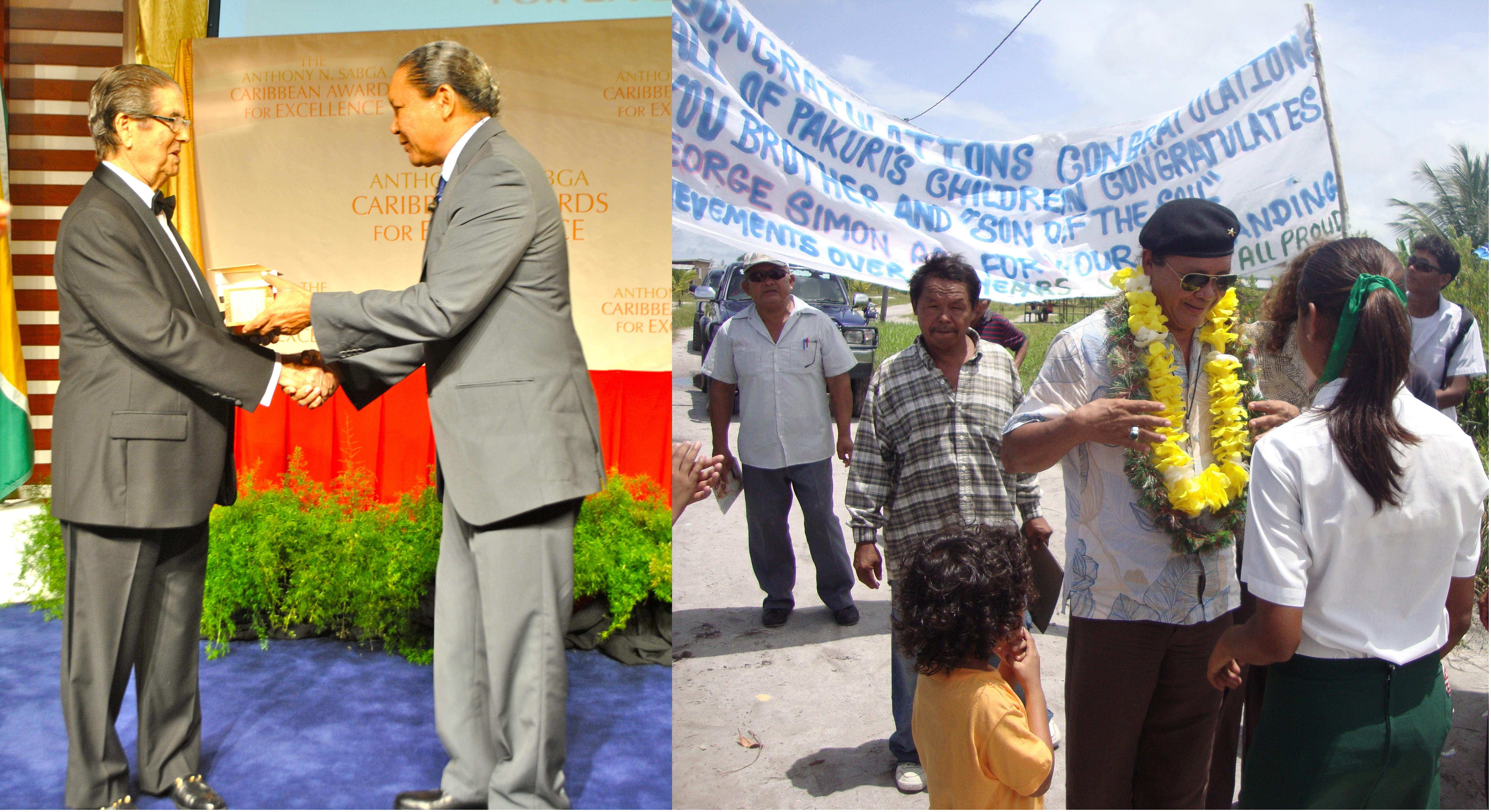
Anthony N. Sabga Award: (l.n.r) Simon bei der Preisverleihung am 5. Mai 2012; Feierlichkeiten für Simon in seiner Heimatstadt St. Cuthbert’s Mission am 11. Mai 2012.

Im Jahr 2009 führten Simon, Whitehead, Heckenberger und David Steadman (Kurator am Florida Museum of Natural History) eine archäologische Pilotstudie an vier Orten entlang des Berbice River durch. Die Untersuchung keramischer und organischer Materialien von den Standorten ergab eine Radiokarbondatierung von ca. 5000 BP (3.000 v.C.). Aufgrund dieser Daten gehörten die Materialien zu den ältesten, die im Großraum Amazonien gefunden wurden. Daher erklärte Whitehead, dass das (laufende) Berbice Archaeology Project versprach, das aktuelle Verständnis der „langfristigen menschlichen Besetzung der Tropen und insbesondere der wichtigen Rolle, die die Arawakan-Völker in diesem Prozess gespielt haben könnten, wesentlich zu ändern“ („substantially change  the current understanding of long-term human occupation in the tropics, and particularly the important role that Arawakan peoples may have played in that process“). Michael Mansoor, der Vorsitzende des ANSA Awards’ Eminent Persons Panel, sagte, dass das Projekt „dazu führen könnte, dass die Geschichtsbücher über die präkolumbische Vergangenheit Amerikas radikal neu geschrieben werden“ („might cause history books about the pre-Columbian past of the Americas to be radically rewritten“).

### Tod
Simon starb am 15. Juli 2020 im Alter von 73 Jahren in Spanien an Krebs.

## Kunst

### Stil und Techniken

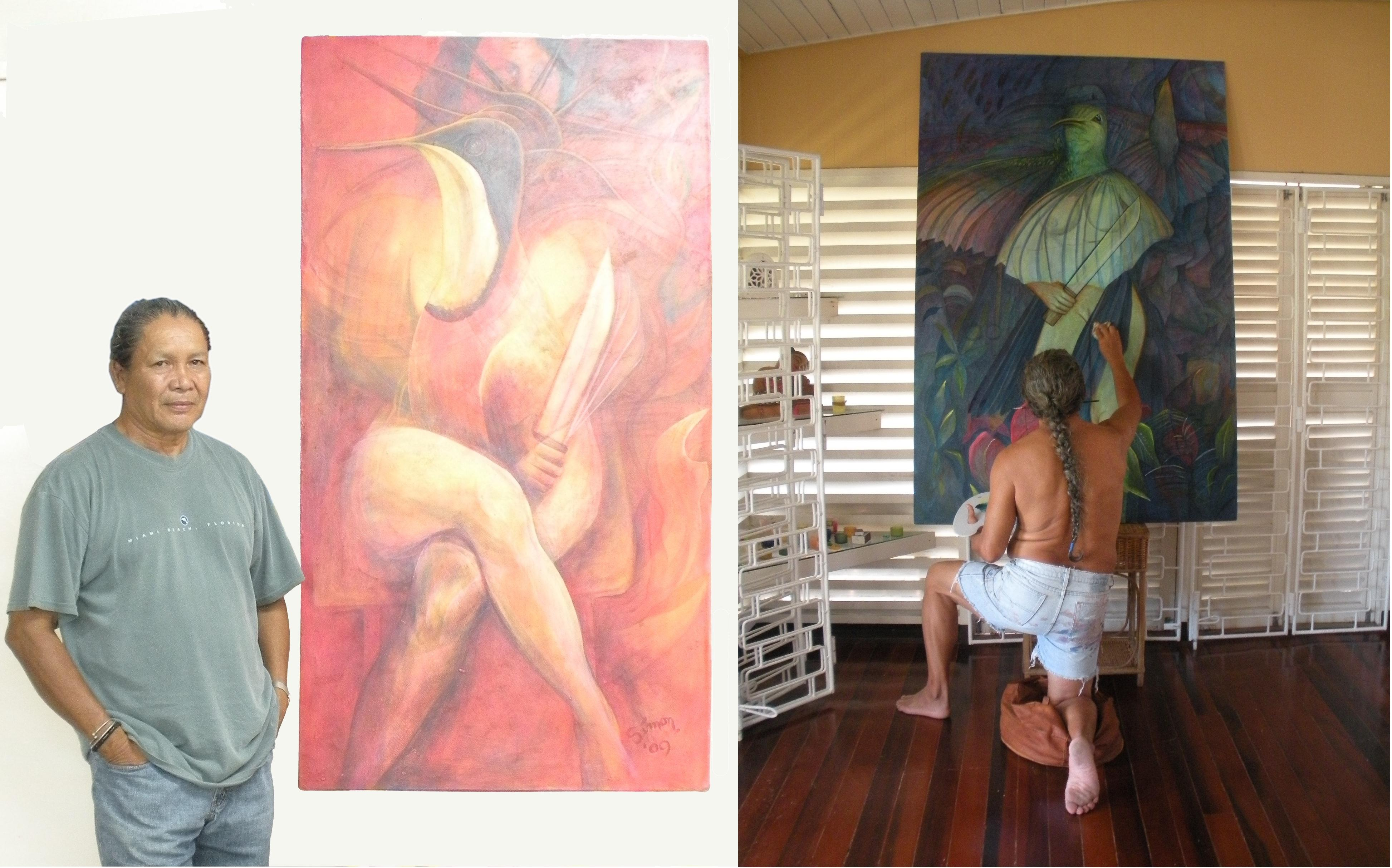
Simon und die Bimichi-Bilder 2009: (l. n. r.) Simon mit Bimichi I; Simon bei der Arbeit an Bimichi II.

Simon malte hauptsächlich mit Acrylfarben auf Leinwand, Twill, oder Papier. Er baute Kontraste und Tiefe in seine Gemälde ein, indem er „sehr sanft und sehr mühsam“ („very gently and very tediously“) dünne Acrylschichten übereinander auftrug. In den späten 1990er Jahren begann er mit der Verwendung von Gesso zu experimentieren, um in seinen Gemälden Texturen und dreidimensionale Reliefmuster zu erzeugen.
Konzeptionell verfolgte Simon bei seinen Gemälden einen intuitiven Ansatz. Er begann oft damit, sich für eine dominierende Farbe für seine Arbeit zu entscheiden, indem er „wahllos Farbe auf die Leinwand warf“ („throw paint haphazardly at the canvas“) und reagierte dann auf „Bilder, die auftauchen“ („imagery comes up“). 1994/95 erklärte Simon:

„Ich habe großes Vertrauen in das Unterbewusstsein. Also ließ ich die Farbe auf der Leinwand und betrachtete sie, und nach und nach kamen Bilder zum Vorschein, und diese Bilder entwickelte ich.“

Die archäologische Arbeit hatte nach eigenen Aussagen einen tiefgreifenden Einfluss auf seinen künstlerischen Stil. Seine Forschungen zur prähistorischen Kunst in Süd- und Lateinamerika ermutigten ihn, „nach innen zu schauen“ („to look inwards“) und „viel sicherer im Umgang mit seiner eigenen Privatsprache“ („much more confident in using own private language“) und bei seinen Erkundungen der amerindianischen Kultur und Mythologie zu werden.

### Themen
Simons Arbeit ist vor allem für seine Erkundungen indianischer Kulturtraditionen in Mittel- und Südamerika bekannt. Schamanismus besonders ist ein wiederkehrendes Thema in seiner Arbeit. Wichtig ist auch die wiederholte Beschäftigung mit amerindianischen timehri – alten Petroglyphen (Felsmalereien), die an verschiedenen Orten in Guyana gefunden wurden. Diese guyanischen timehri wurden in zahlreichen archäologischen Studien (besonders ausgeprägt bei Denis Williams) besprochen, aber Simon merkt an, dass er in seiner Kunst versucht diese Zeichen zu „decodieren“ („decode“) auf seine eigene „spezielle Art“ („particular way“) und indem er sich fragt: „Warum wurden sie geschrieben, und was wollen sie sagen?“ („why they were written, and what they are trying to say“).
Auch die Umwelt ist ein wichtiges Thema in Simons Werk. In einem Artikel über „Kunst und Umwelt“ in den Stabroek News beschrieb Al Creighton Simon als einen Künstler, der sich besonders „tiefgründig“ („profound“) mit der Umwelt auseinandersetzte, insbesondere durch seine Darstellungen der „Koexistenz der Arawak mit Land und Wasser“ („Arawak co-existence with the land and the water“). In einem Interview 2011 bemerkte Simon:

„Meine Arbeit konzentriert sich jetzt darauf, die Aufmerksamkeit auf die indigenen Völker zu lenken und darauf, wie sie mit Rücksicht auf die Umwelt gelebt haben. Ich hoffe, dass dies zu einer allgemeinen Akzeptanz der Umwelt führen wird, mit welcher der Mensch verbunden ist; dass die Umwelt nicht nur langweilig ist, sondern voller Leben und tiefer Bedeutung.“

### Werke

#### „Universal Woman“ 2008
Universal Woman („Unversale Frau“) ist eines von Simons bekanntesten Kunstwerken und wird derzeit im National Cultural Center in Georgetown ausgestellt. Das Gemälde ist ein Triptychon, das aus Gemälden der Wassergöttinnen oder Wassergeister der drei Hauptkulturen Guyanas besteht: Afrikaner, Indianer und Inder. Eines zeigt die Mami Wata afrikanischer und afrikanisch-diasporischer Traditionen; ein anderes stellt Gaṅgā (Ganga Mai) dar, die weibliche Gottheit des Flusses Ganges im Hinduismus; und ein anderer ist der Oriyu – ein weiblicher Wassergeist, der in einer Reihe indianischer Mythentraditionen vorkommt.
Al Creighton beschreibt in den Stabroek News Malerei als „eine der bedeutendsten Künste in Guyana“ („a major work in Guyanese art“) und ergänzt: „Das Triptychon ist ebenso majestätisch und kraftvoll wie die weiblichen Gottheiten, die es untersucht.“ („The triptych is as majestic and powerful as the female deities that it studies“). Philbert Gajadhar lobte Simon dafür, dass er mit dem Gemälde „eine großartige Synthese“ („a great synthesis“) und ein „kraftvolles Porträt“ („powerful portrait“) erreicht habe. Gajadhar beschrieb das Gemälde als „eine Karte der Psyche, des dampfenden inneren Bereichs, in dem Gedanken und Emotionen schwerelos und schwindelerregend herabfallen und aus der unbekannten Vergangenheit in die erkennbare Zukunft stürzen“ („a map of the psyche, the vaporous interior realm where thought and emotion fall weightlessly and vertiginously, tumbling out of the unknown past into the knowable future“). Desrey Fox, die damals Leiterin des Bildungsministeriums in Guyana war, beschrieb Universal Woman als „eine Inspiration aus indianischer Perspektive“ („an inspiration from the Amerindian perspective“):

„spirituell denkend“, sagte sie, „von den Traditionen unserer Indianer her, kann vieles von dem, was er auf die Leinwand gebracht hat, einem etwas über unsere Spiritualität beibringen.“

#### „Palace of the Peacock: Homage to Wilson Harris“ (2009)
Palace of the Peacock: Homage to Wilson Harris („Palast des Pfaus: Hommage an Wilson Harris“) ist ein Wandgemälde an einer der Wände des Turkeyen Campus der Universität von Guyana. Es wurde gemeinsam von Simon als Hauptkünstler, Philbert Gajadhar und Anil Roberts gemalt. Das Gemälde ist eine Hommage an den guyanischen Schriftsteller Wilson Harris und seinen ersten Roman, Palace of the Peacock (1960). Das Wandgemälde wurde am 25. Juni 2009 enthüllt.
Das Wandbild ist sowohl eine Darstellung des Amazonas-Regenwaldes als auch ein Gemälde, das charakteristische Themen in Harris‘ Werk untersucht: Umwelt, Spiritualität und guyanische Mythologien. Das Gemälde enthält eine Mischung aus Symbolen und Wahrzeichen Guyanas, die in Harris‘ Roman vorkommen, darunter der Pfau aus dem Titel des Romans und die Kaieteur-Wasserfälle.

#### „Golden Jaguar Spirit“ (2010)
Golden Jaguar Spirit („Geist des Goldenen Jaguars“) ist ein Acrylgemälde auf Leinwand, das den Jaguar aus einer Perspektive darstellt, die sich auf die reiche Bedeutung dieses Tieres in der Kultur und im Mythos der Indianer speist. Die Zeichnungen des Jaguars können auf verschiedene Weise interpretiert werden: als Augen, als Timehri-Markierungen und als Blätter des Waldes. Creighton schlägt vor, dass das Gemälde den Jaguar als „schamanistisches Tier“ darstellt und die Verbindung des Jaguars mit schamanischen und Kanaimá-Praktiken in der indianischen Kultur in den Vordergrund stellt. Er weist auch auf die Andeutungen einer Gestaltwandlung – der „Verschmelzung“ von Tier, Wald, Geist und Mensch – in der Arbeit hin.

### Würdigung
Simon gilt weithin als bedeutender guyanischer Künstler. In einem Essay aus dem Jahr 1996 beschrieb Sir Wilson Harris Simon als „einen begabten Maler, den man schätzen muss“ („a gifted painter to be cherished“) und deutete an, dass sein Werk Teil einer künstlerischen „Renascence“ (Wiedergeburt) sei. „Ich feiere die Ankunft von George Simon“, schrieb Harris. „Er besitzt, wie ich finde, ein sicheres Gespür für die geäderten Wandteppiche, die sich entwickelnden Wandteppiche der Welten, die er und seine Vorfahren gekannt haben“ („He possesses a sure touch, I find, in the veined tapestry, the evolving tapestry, of worlds he and his ancestors have known“). In ihrem Einführungsbuch über Kunst in der Karibik (Art in the Caribbean, 2010) präsentieren Stanley Greaves und die Kunstkritikerin und Historikerin Anne Walmsley Simon als „einen begabten und versierten Maler“ und einen bemerkenswerten karibischen Künstler („a gifted and accomplished painter and a notable Caribbean artist“). 2002 lobte der guyanische Dozent und Kunstkritiker Alim Hosein Simons Arbeit für seine „forschende, individualistische Erforschung seines indianischen Erbes“ („searching, individualistic exploration of his Amerindian heritage“). Creighton beschrieb ihn als einen von „hervorragendsten Künstler Guyanas“ („most distinguished artists“), der sich vor allem durch seine Beschäftigung mit dem „Kosmos der Lokono“ („the cosmos of the Lokono“) und für sein „tiefgreifendes“ („profound“) Engagement in Umweltthemen auszeichnet. In einem Artikel über „den Aufstieg der amerindianischen Kunst“ („The Rise of Amerindian art“) in Guyana, schrieb er: „[Simon] demonstriert sehr eloquent einige der aufregendsten Entwicklungen in der indianischen Kunst Guyanas. Darüber hinaus ist er führend in dem Bereich deren Richtung festzulegen“ („[Simon] very eloquently demonstrates some of the most exciting developments in Guyanese Amerindian art. More than that, he is a leader in charting its directions“).

## Ehrungen
- 1998: Golden Arrow of Achievement[1]
- 2012: Anthony N. Sabga Caribbean Award for Excellence[2][29]